# Santa Fe Institute
O Santa Fe Institute (SFI) é um instituto de pesquisa teórica independente e sem fins lucrativos localizado em Santa Fé (Novo México, Estados Unidos) e dedicado ao estudo multidisciplinar dos princípios fundamentais de sistemas adaptativos complexos, incluindo sistemas físicos, computacionais, biológicos e sociais. O Instituto está classificado em 25º lugar entre os "Principais Think Tanks de Ciência e Tecnologia" do mundo e 25º entre os "Melhores Think Tanks Transdisciplinares de Pesquisa" do mundo, de acordo com a edição de 2018 do Global Go To Think Tank Index Reports, publicado anualmente pela University of Pennsylvania.
O Instituto consiste em um pequeno número de professores residentes e pesquisadores de pós-doutorado, um grande grupo de professores externos cujas nomeações principais são em outras instituições e alguns acadêmicos visitantes. O Instituto é aconselhado por um grupo de acadêmicos eminentes, incluindo vários cientistas vencedores do Prêmio Nobel. Embora a pesquisa científica teórica seja o foco principal do Instituto, ele também administra vários cursos de verão em sistemas complexos, bem como outros programas educacionais e de extensão voltados para alunos que vão do ensino médio até a pós-graduação.
O financiamento anual do Instituto vem de uma combinação de doadores privados, fundações doadoras, agências governamentais de ciência e empresas. O orçamento de 2014 foi de aproximadamente $10 milhões de dólares. Em 1º de agosto de 2015, o teórico evolucionário David Krakauer tornou-se o presidente do Instituto.

## História
O Santa Fe Institute foi fundado em 1984 pelos cientistas George Cowan, David Pines, Stirling Colgate, Murray Gell-Mann, Nick Metropolis, Herb Anderson, Peter A. Carruthers e Richard Slansky. Todos, exceto Pines e Gell-Mann, eram cientistas do Laboratório Nacional de Los Alamos, no estado do Novo México. Ao criar o Santa Fe Institute, os cientistas buscaram um fórum para conduzir pesquisas teóricas fora dos limites disciplinares tradicionais dos departamentos acadêmicos e dos orçamentos das agências governamentais para a ciência.
A missão original do SFI era disseminar a noção de uma nova área de pesquisa interdisciplinar chamada teoria da complexidade ou simplesmente sistemas complexos. Essa iniciativa pretendia fornecer uma alternativa à crescente especialização que os fundadores observaram na ciência por meio da concentração na síntese entre disciplinas.

## Pesquisa
A pesquisa no Instituto concentra-se em sistemas comumente descritos como sistemas adaptativos complexos ou simplesmente sistemas complexos. Pesquisas recentes incluíram estudos de computação evolutiva, leis de escala metabólica e ecológica, as propriedades fundamentais das cidades, a diversificação evolutiva de cepas virais, as interações e conflitos de grupos sociais de primatas, a história de línguas, a estrutura e dinâmica das interações entre espécies, incluindo teias alimentares, a dinâmica dos mercados financeiros e o surgimento de hierarquia e cooperação na espécie humana e inovação biológica e tecnológica.
Algumas das realizações do Instituto incluem:
- Pesquisa em teoria da complexidade que levou a esforços para criar vida artificial modelando organismos e ecossistemas reais nas décadas de 1980 e 1990.[3]
- Contribuições fundamentais para o campo da teoria do caos.
- Contribuições fundamentais para o campo dos algoritmos genéticos.[6]
- Contribuições fundamentais para a escola de pensamento da economia da complexidade.[7]
- Contribuições fundamentais para o campo da econofísica.
- Contribuições fundamentais para o campo das redes complexas.[8]
- Contribuições fundamentais para o campo da biologia de sistemas.[9]
- O projeto "Evolução das Línguas Humanas", uma tentativa de rastrear toda a linguagem humana até um ancestral comum (linguagem Proto-Humana).[10][11]